# Маріупольська спілка еллінів
Маріупольська спілка еллінів - національна спілка надазовських еллінів, що виникла і діяла у листопаді-грудні 1917 року. 

## Період до створення спілки
До початку Першої світової війни еллінська спільнота Приазов'я жила досить ізольовано, особливо не цікавлячись політичними тенденціями. Але після війни активність греків у суспільних та політичних процесах підвищилася, що засвідчуюють події Української революції.
Революція у Приазов'я прийшла пізніше, ніж на інші українські землі, тому була не дуже активно підтримана. Зумовлювалося це етнічними та соціальними особливостями населення краю, наближеністю до українсько-російського кордону та відсутністю авторитетних представників українських політичних сил.

Наприкінці жовтня 1917 року УЦР ухвалила рішення поширити владу Генерального секретаріату на всю територію України, підтвердивши свій намір проголошенням Третього Укніверсалу УЦР, в якому йшлося, зокрема, про утворення Української Народної Республіки. В документі зазначалося, що український народ, який 
«довгі роки боровся за свою національну волю і нині її здобувши, буде твердо охороняти волю національного розвитку всіх народностей на Україні сущих …».
Універсал також визнав за народами, які населяли українські землі,
«національно-персональну автономію для забезпечення їм права і свободи самоврядування в справах їх національного життя …». 
У роз’ясненні Генерального секретаріату з земельного питання, викладеного в Третьому Універсалі декларувалося:
«загальними підвалинами, зазначеними в Універсалі в справі земельній, є скасування права власності на згадані в Універсалі землі та перехід тих земель до трудового народу без викупу».
Більшість грецьких селян мали у своїх володіннях чимало земель, тому такий підхід їх не задовольнив. Це ще більше підривало і без того низький авторитет українських органів місцевої влади. 
Після жовтневого перевороту 1917 року у Петрограді позиції більшовиків серед населення почали зростати. Цьому сприяли, зокрема, прийняті на другому Всеросійському з᾽їзді рад декрети «Про землю» та «Про мир». В той же час, як наслідок силових дій більшовиків, у суспільстві загострилася конфронтація, що все активніше набувала рис збройної боротьби.  

## Процес виникнення
Провідну роль у створенні Маріупольської спілки еллінів відігравали грецька торгова буржуазія, ліберальні кола грецької інтелігенції та заможні селяни-греки. 
7 травня 1917 року у Тифлісі (нині Тбілісі) відбувся 1-й Крайовий з'їзд делегатів еллінських громад і колоній Закавказзя, на якому розпочалася підготовка до скликання загальноросійського еллінського з'їзду. Він працював 29 червня – 10 липня 1917 р в Таганрозі, де зібралося  близько 40 делегатів. У доповідях характеризувалися проблеми національного розвитку греків Росії. З'їзд закликав греків об'єднуватися шляхом утворення на місцях спілок для захисту власних правових і національно-культурних інтересів. Делегати висловилися за підтримку Тимчасового уряду, прийнявши статут і програму Загальноросійської спілки еллінів, яка будувалася на принципах "національної злагоди". Було утворено Центральну раду Загальноросійської спілки еллінів, завданням якої було об'єднання греків Росії. 
10 листопада 1917 р. у Маріуполі були про- ведені збори представників волосних грецьких спільнот, які започаткували створення Маріупольської Спілки Грецького народу. Її очолив авторитетний грецький діяч Ілля Якович Пічахчі. Об’єднання маріупольських греків повинно було, на думку його організаторів, в складних наявних політичних умовах захищати національні інтереси грецької громади. 

## Стосунки з владою
У зв’язку зі створенням Маріупольської Спілки Грецького народу Генеральний секретаріат надіслав з Києва вітальну телеграму раді спілки, зазначивши, що Українська Центральна рада забезпечує 
«за всіма народами вільної України право на національно-територіальну автономію». 

## З’їзд представників греків Маріуполя та Маріупольського повіту
Важливу роль у формуванні Маріупольської Спілки грецького народу відіграв з’їзд представників греків Маріуполя та Маріупольського повіту, який проходив 2 грудня 1917 р. Маріупольська спілка еллінів визнала себе автономним відділом Загальноросійської спілки еллінів, а, з іншого боку, висловилася на користь Української Центральної Ради. У 24-му українському запасному полку, який перебував у Маріуполі, почалося формування окремих грецьких сотень. Подальші події виявили соціальний та політичний розкол серед грецької спільноти Маріупольського повіту. У Маріупольській Спілці грецького народу переважали ліберальні кола, а в грецькій сільській громаді спостерігалися революційні настрої. Їх носіями здебільшого були солдати, які поверталися з фронту. За цих умов з’їзд представників грецького народу не отримав необхідної підтримки серед грецької громади і був розігнаний більшовицькими збройними формуваннями.  